# Johann Sobeck

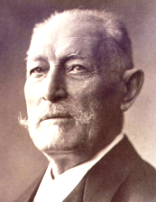
Johann Sobeck

Johann Sobeck, geboren als Johann Nepomuk Sobek (* 30. April 1831 in Skřipová bei Karlsbad; † 9. Juni 1914 in Hannover) war ein böhmischer Komponist und Klarinettist.

## Leben und Werk
Sobeck studierte ab dem 12. Lebensjahr am Prager Konservatorium Klarinette bei Franz Tadeusz Blatt und Komposition bei Johann Friedrich Kittl.  Nach dem Studienende 1849 spielte er 2 Jahre am Baden-Badener Theaterorchester als Soloklarinettist. 1851 wurde er als Erster Klarinettist an das Königliche Theater Hannover berufen und wirkte dort für rund 50 Jahre bis zur Pensionierung, seit 1853 mit dem Titel eines Königlichen Hof- und Kammermusikers. Von Hannover aus unternahm er wiederholt Konzertreisen innerhalb Deutschlands als Virtuose, außerdem unterrichtete Sobeck zahlreiche Schüler.
Als Komponist hinterließ Sobeck insbesondere Werke für die Klarinette, darunter Opernfantasien, Konzerte und Konzertstücke. Außerdem schrieb er 4 Bläserquintette. Sobeck bearbeitete das unvollendete Violinkonzert WoO 5 von Ludwig van Beethoven.